# François Pellegrin
François Pellegrin, född 25 september 1881 i Paris i Frankrike, död 9 april 1965 i Paris, var en fransk botaniker och taxonom som specialiserade sig på fröväxter och växter i det tropiska Afrika.

## Biografi
Pellegrini studerade under handledning av Bureau och van Tieghem, och 1912 hade han presenterat sin avhandling för doktorsexamen och blivit assistent till professor Paul Henri Lecomte, när första världskriget bröt ut 1914. Samma år skadades han allvarligt, tillfångatogs av tyskarna och efter flera månader i fångenskap "återvände" han under kravet att bo i ett neutralt land. Således återvände han till sin botaniska forskning nu i Schweiz, vid Universitetet i Genève och vid botaniska vinterträdgården, under professorerna Robert Hippolyte Chodat och John Isaac Briquet.

## Vetenskapligt arbete
Pelegrin publicerade omkring 623 växtnamn, och har hedrats i de specifika epiteten för många växtarter, såsom till exempel Bikinia pellegrinii, Euphorbia pellegrinii, Hymenostegia pellegrinii, Polyceratocarpus pellegrinii och Sericanthe pellegrinii. Han hedrades också 1935 av botanikern Hermann Otto Sleumer som publicerade Pellegrinia, ett släkte av blommande växter från Sydamerika, som tillhör familjen Ericaceae.
Auktorsnamnet Pellegr. kan användas för François Pellegrin i samband med ett vetenskapligt namn inom botaniken; se Wikipediaartiklar som länkar till auktorsnamnet.